# WSA 위니펙
WSA 위니펙(WSA Winnipeg)은 월드 사커 아카데미 위니펙, 통칭 WSA 위니펙은 캐나다 매니토바주 위니펙을 연고지로 하는 순수 아마추어 축구팀이다. 현재 USL 프리미어 디벨로프먼트 리그 참가를 준비 중이다.